# Duché de Saxe-Römhild

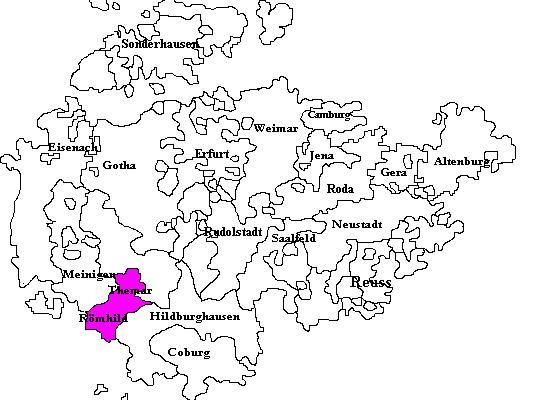
Carte de la Saxe-Römhild

La Saxe-Römhild est un duché saxon qui a existé de 1675 à 1710.
Elle est issue du partage de la Saxe-Gotha entre les sept fils d'Ernest Ier le Pieux. La région de Römhild revient au quatrième fils, Henri. Celui-ci meurt sans descendance en 1710, et ses terres reviennent à son frère cadet Jean-Ernest de Saxe-Saalfeld.

## Liste des ducs de Saxe-Römhild
- 1675-1710 : Henri (1650-1710).